# کورسک
شهر کورسک (به روسی: Курск) در کشور روسیه و در اوبلاست کورسک واقع شده‌است. این شهر در محل تلاقی رودخانه‌های کور، توسکار و سیم قرار دارد و جمعیت آن ۴۴۰ هزار نفر است.
منطقه اطراف کورسک نقطه عطفی در مبارزه شوروی و آلمان در طول جنگ جهانی دوم و از نبرد کورسک به عنوان بزرگترین نبرد زرهی تاریخ بشر یاد می‌شود.

## کورسک در جنگ روسیه - اوکراین
در مرداد ۱۴۰۳ مناطقی از اویلاست کورسک و شهر کورسک مورد حمله نیروهای اوکراینی قرار گرفت و به همین دلیل در این منطقه وضعیت فوق العاده اعلام شد.